# Lloyd McNeill

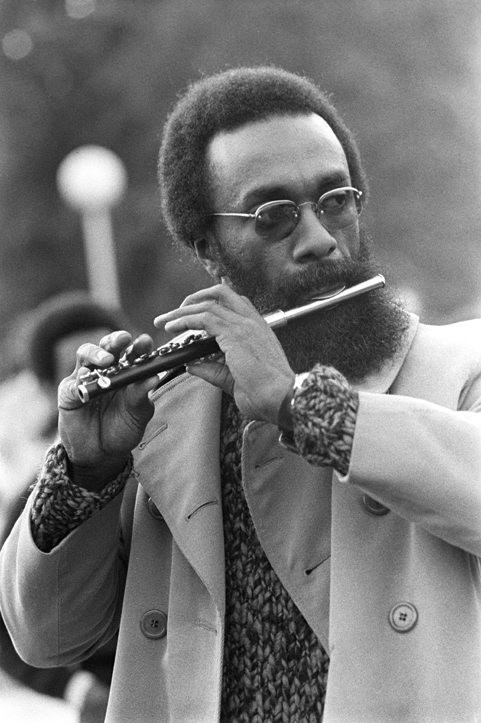
Lloyd McNeill (1970)

Lloyd McNeill (* 12. April 1935 in Washington, D.C.; † 5. Oktober 2021 in New York City) war ein amerikanischer Jazzmusiker (Flöte) und bildender Künstler, der in New York City lebte.

## Leben und Wirken
McNeill hatte Musik als Schwerpunktfach an der Dunbar High School in Washington, bevor er seinen Wehrdienst als Sanitäter in der Kriegsmarine ableistete. Nach seiner Entlassung besuchte er das Morehouse College in Atlanta, wo er Kunst und Zoologie studierte und 1961 mit dem Bachelor abschloss. Er qualifizierte sich für ein Vollstipendium im gerade eingerichteten Masterstudiengang für Kunst an der Howard University, wo er bis 1963 studierte. In den Jahren 1964-5 vertiefte er sein Kunststudium an der Pariser Ecole Nationale des beaux-arts. Während seines Aufenthalts in Frankreich befreundete er sich mit Pablo Picasso und dessen Frau Jacqueline, die er in Cannes besuchte. Außerdem studierte er privat Musikkomposition bei Hale Smith, 1963 Flötentechnik und Musiktheorie bei Eric Dolphy und klassische Flötentechnik und Repertoire bei Harold Jones.
Mit seiner Musik hatte er in den späten 1960er Jahre Anteil an den multimedialen Happenings der Kunstgalerien von Washington, D.C. Seit 1969 legte NcNeill auf zwei eigenen Labels mehrere Alben vor; die Alben Asha (1969) und Washington Suite (1970) wurden seit 2010 durch das Londoner Label Soul Jazz wieder aufgelegt. Er war auch an Alben von Charles Earland, Thiago de Mello, Dom Um Romao und Paulo Moura beteiligt. Außerdem schrieb er die Filmmusik zu Filmen wie To Market, to Market, TV Education in Samoa und Summer in the Parks. 1968 lieferte sein Quartett die Musik für die Jazz-und-Lyrik-LP The Dream Awake mit James Earl Jones, Josephine Premice und Josh White, Jr. Henry Threadgill holte ihn 1985 als Pikkoloflötisten für seinen Beitrag zu Hal Willners Kurt-Weill-Album Lost in the Stars. Weiterhin trat er mit Fela Kuti, Sabu Martinez und Mulatu Astatke auf.
McNeill hatte 1968 in der Washington Gallery of Modern Art eine erste Einzelausstellung als bildender Künstler. Weiterhin stellte er seine Gemälde und Graphiken in mehreren Galerien und Colleges im Nordosten der USA aus. Das Smithsonian American Art Museum besitzt mehrere Siebdrucke von ihm. 2007 wurde er von der USPS ausgewählt, eine Briefmarke für die Feier des Kwanzaa zu entwerfen, die 2009 veröffentlicht wurde. Im Eigenverlag veröffentlichte er zwei Gedichtbände: Blackline: A Collection of Poems, Drawings and Photographs und After the Rain: A Collection of New Poems.
McNeill lehrte an mehreren Hochschulen, zunächst 1965/66 als Artist in Residence am Spelman College. Seit 2001 ist er emeritierter Professor der Mason Gross School of the Arts an der Rutgers University; dort war er auch maßgeblich an der Gründung des Jazzstudiengangs beteiligt.

## Diskographische Hinweise
- 1969: Asha (mit Gene Rush, Steve Novosel, Eric Gravatt, Paul Hawkins)
- 1969: Tanner Suite (Duo mit Marshall Hawkins)
- 1970: Washington Suite (mit Eugen Rush, Marshall Hawkins, Eric Gravatt, Andrew White, Orrin Olson, William Huntington, Kenneth Pasmanick)
- 1976: Treasures (mit Dom Salvador, Cecil McBee, Ray Armando, Brian Brake, Portinho)
- 1978: Tori (mit Dom Salvador, Amaury Tristao, John LaBarbera, Buster Williams, Victor Lewis, Dom Um Romao, Nana Vasconcelos, Howard Johnson)
- 1980: Elegia (mit Cecil McBee, Nana Vasconcelos, Susan Osborn, Portinho, Claudio Celso)
- 1998:  Lloyd McNeill & Richard Kimball: X.Tem.Por.E